# Tejesmálé
A tejesmálé (románul: mălai cu lapte) a kukoricalepényhez hasonló, kukoricadarából tejjel, aludttejjel vagy vert tejjel (egy fajta savanyú tej) készített erdélyi sütemény, amely a magyar és a román konyhának egyaránt része.
A málé szó, amely általánosan elterjedt a székely, a kalotaszegi, a bánsági és bihari nyelvjárásban, a román mălai szó átvételével keletkezett. Ez eredetileg kölest jelentett, majd ahogy a kukorica átvette a köles helyén az étkezésben, módosult a szó jelentése is.
A természetes bomlás folyamatából következően a kukoricalisztből kevert, melegben tartott tészta sütés után édesítőszer hozzáadása nélkül is édes ízű. Ezért a málé elterjedt sütemény volt a korábban luxuscikknek számító cukor elterjedése előtt is.
A tejesmálé szerepel erdélyi népdalok szövegében, például a Csekelakán feljegyzett Apró kicsi tejesmálé és a magyarózdi Kukorica, tejesmálé címűben, illetve tánc közbeni kurjongatásokban